# Lafayette (Louisiane)
Pour les articles homonymes, voir Lafayette.

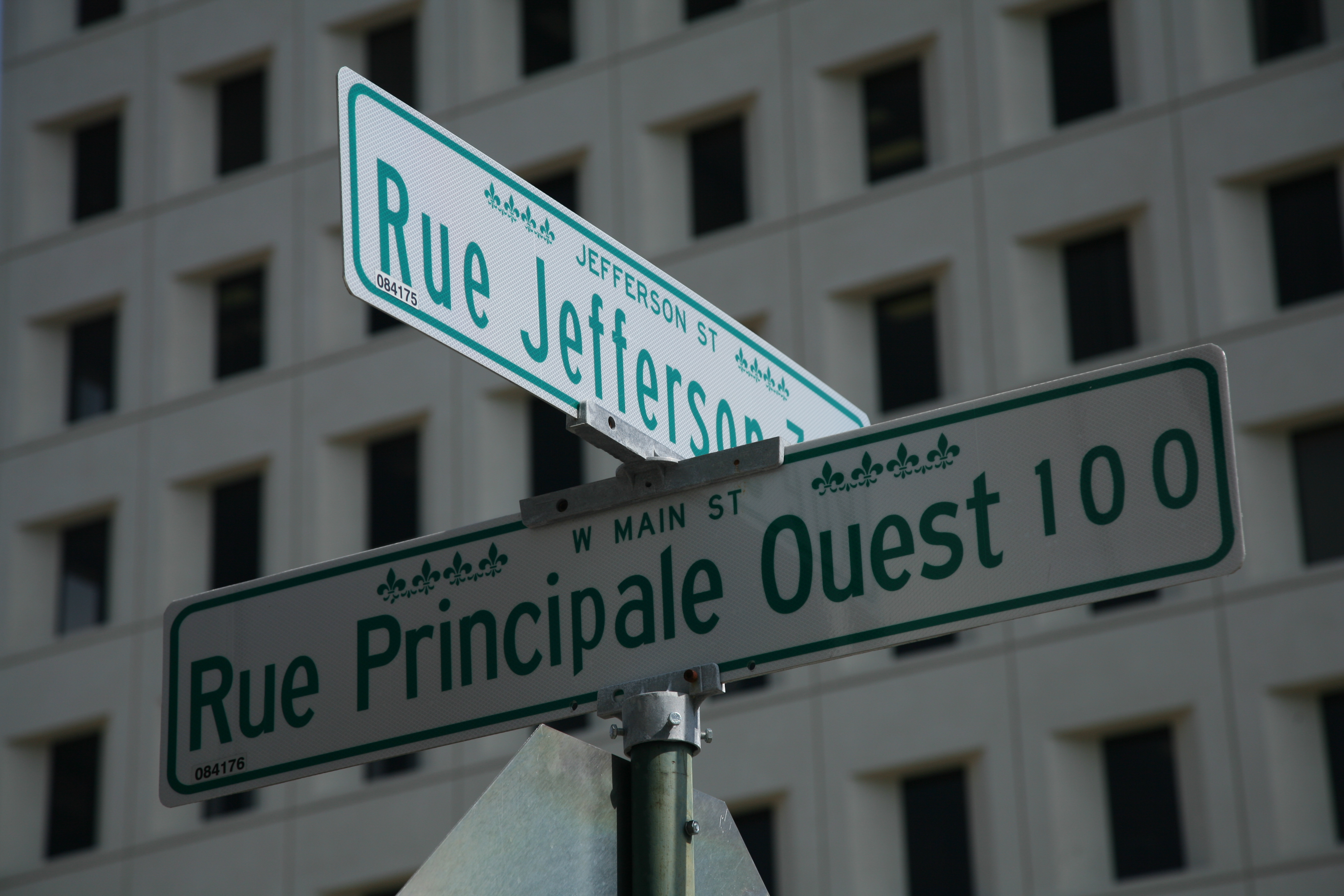
Plaques bilingues des noms des rues de Lafayette.

Lafayette est une ville située dans l'État américain de la Louisiane, dans la paroisse de Lafayette. Au recensement de 2020, la population de la seule ville de Lafayette s'élève à 121 374 habitants. L'aire métropolitaine que constituent Lafayette et sa banlieue compte 478 384 habitants en 2020. Lafayette est le centre du pays cadien, dit l'Acadiane.

## Géographie

### Situation
Lafayette est située dans le sud de la Louisiane, au cœur de l'Acadiane à 208 kilomètres à l'ouest de La Nouvelle-Orléans, au bord de la rivière Vermilion, à la jonction des autoroutes 10 et 49.

### Hydrographie
La ville de Lafayette est traversée par le Vermilion qui se jette en aval dans le golfe du Mexique. D'autres cours d'eau coulent dans la périphérie immédiate de la ville, sous l'appellation de coulée ou de bayou. Parmi ses nombreux chenaux, la coulée Isaac Verot, la coulée Mine, la coulée des Poches et la coulée Île des Cannes, qui, toutes se jettent dans la rivière Vermilion. Lafayette est également entourée de bayous, le bayou Queue de Tortue situé à l'ouest de Lafayette et le bayou Tortue qui coule à l'est de la ville, près de l'aéroport régional de Lafayette.

## Climat
La population de la ville de Lafayette vit sous un climat subtropical humide, caractéristique du climat louisianais, avec des étés chauds et humides et des hivers doux. La région est hélas souvent traversée par de violents cyclone tropicaux, comme celui de Katrina qui a profondément meurtri la région.

## Histoire
La ville est fondée en 1821 par un Acadien, Jean Mouton. Portant initialement le nom de Vermilionville, elle prend le nom de Lafayette en 1884, en l'honneur du marquis de La Fayette.

## Politique et administration
La ville et la paroisse homonyme disposent d'une administration commune dirigée par un président-maire (city-parish president). Depuis 2024, la fonction est occupée par le républicain Monique Blanco-Boulet, la première femme présidente-maire à occuper ce poste.

## Population et société

### Démographie
| Groupe                           | Lafayette | Louisiane | États-Unis |
| -------------------------------- | --------- | --------- | ---------- |
| Blancs                           | 63,8      | 62,7      | 72,4       |
| Afro-Américains                  | 31,1      | 32,0      | 12,6       |
| Asiatiques                       | 1,8       | 1,6       | 4,8        |
| Métis                            | 1,7       | 1,6       | 2,9        |
| Autres                           | 1,3       | 1,6       | 6,4        |
| Amérindiens                      | 0,3       | 0,7       | 0,9        |
| Total                            | 100       | 100       | 100        |
|                                  |           |           |            |
| Hispaniques et Latino-Américains | 3,8       | 4,3       | 16,7       |

Selon l'American Community Survey, pour la période 2011-2015, 86,84 % de la population âgée de plus de 5 ans déclare parler l'anglais à la maison, 5,48 % le français, 4,35 % l'espagnol, 0,82 % une langue chinoise, 0,65 % un créole français et 3,62 % une autre langue.

### Francophonie
Lafayette est au cœur du pays cadien appelé région de l'Acadiane ou l'Acadiana. Si la langue du quotidien est l'anglais (c'est aussi la langue d'instruction dans les écoles ainsi qu'à l'université de Louisiane), la population maintient avec fierté la langue française et notamment le français cadien.
Les noms des rues sont bilingues et de nombreuses rues secondaires sont même indiquées avec le mot français « rue ». La ville est jumelée avec plusieurs villes francophones de  France, de Belgique, du Canada et de Côte d'Ivoire. La ville participe avec dynamisme à la Francophonie internationale.
Le siège du Conseil pour le développement du français en Louisiane  (CODOFIL) est situé à Lafayette.
Le Centre international de Lafayette maintient des relations avec plusieurs villes et organismes francophones.

## Économie
Ville unique en son genre qui combine traditions culturelles et modernisme, elle s'est principalement émancipée ces dernières décennies en tant que centre commercial et dans les domaines médicaux et universitaires, dont l'université de Louisiane à Lafayette (16 800 étudiants inscrits). Pôle de pétrole et de gaz naturel, c'est aussi la seconde destination touristique de la Louisiane.
L'aéroport régional de Lafayette participe au désenclavement de la région et aux échanges, notamment avec le Texas. Une plateforme d'héliport accueille de nombreuses rotations d'hélicoptères appartenant aux diverses compagnies pétrolières installées en Louisiane.

## Culture

### Traditions
Le Mardi gras, le derby de l'Hippodrome, le festival international de Louisiane, le village acadien, Vermilionville, la cuisine régionale, cuisine cadienne, (gombo, boudin, jambalaya, haricots rouges, riz, crevettes, etc.) et la musique traditionnelle cadienne sont les particularités si typiques de cette ville cajun louisianaise.

### Événements
- Festival international de Louisiane  (en avril)
- Festivals acadiens  (en octobre)

## Personnalités liées à la ville
- Brother Dege (1967-2024), chanteur de blues/folk et auteur[6].
- Dustin Poirier (1989-), pratiquant américain d'arts martiaux mixtes (MMA).
- Armand Duplantis (1999-), perchiste américano-suédois, recordman du monde du saut à la perche.

## Jumelages
- Agnibilékrou (Côte d'Ivoire)
- Cabinda (Angola)
- Caraquet (Canada) (depuis 1985)[7]
- Le Cannet (France)
- Longueuil (Canada)
- Lyon (France)
- Moncton (Canada) (depuis 1972)[7]
- Namur (Belgique)
- Poitiers (France) depuis 1975
- Victoriaville (Canada)

## Sécurité publique
La ville et la paroisse de Lafayette comprend plusieurs services de police sous la forme des :
- Lafayette Parish Sheriff's Office
- Lafayette Police Department
- Lafayette City Marshal